# Caparde (Lukavac)
Pour les articles homonymes, voir Caparde.
Caparde (en cyrillique : Цапарде) est un village de Bosnie-Herzégovine. Il est situé dans la municipalité de Lukavac, dans le canton de Tuzla et dans la fédération de Bosnie-et-Herzégovine. Selon les premiers résultats du recensement bosnien de 2013, il compte 1 351 habitants.

## Géographie
Le village est situé à proximité du lac de Modrac.

## Démographie

### Évolution historique de la population
| 1948 | 1953 | 1961 | 1971 | 1981 | 1991 | 2013  |
| ---- | ---- | ---- | ---- | ---- | ---- | ----- |
| -    | -    | 307  | 334  | 772  | 814  | 1 351 |

|  |